# Bani Suheila
Bani Suheila (en árabe: بني سهيلا‎) es una ciudad palestina al sur de la Franja de Gaza, en la Gobernación de Jan Yunis. Según la Oficina Central de Estadísticas de Palestina, la ciudad tenía aproximadamente 49.033 habitantes a mediados de 2023.

## Historia
La historia de esta ciudad data de tiempos cananeos, filisteos y romanos. Hasta 1948, numerosos khanes (mesones) para viajeros habían existido en Bani Suheila.
Durante siglos, la zona costera de Palestina fue una de las principales vías de paso entre Egipto y la costa mediterránea, usada por igual por comerciantes y ejércitos conquistadores. La ruta comercial que conectaba Gaza con Egipto trajo grandes ventajas económicas a la zona. Durante muchos siglos, la ausencia de fronteras firmes permitió comunicaciones y viajes sin restricción y una mezcla de influencias y estilos, especialmente entre las tribus beduinas. Esta rica zona agrícola prosperó gracias a una serie de tribus beduinas asentadas en el territorio que se tornaron muy activas en el comercio regional que conectaba Egipto, el Levante mediterráneo y Arabia. Muchas familias se beneficiaron del incremento del comercio regional y se convirtieron en grandes terratenientes durante estos siglos. Durante la época de dominio otomano, el clan Al Qarra se convirtió en la mayor familia de terratenientes del sur de Gaza debido a sus vastas redes de comercio.
Bani Suheila aparecía como Maatadieh Village en el mapa que Pierre Jacotin realizó durante la invasión de Egipto. por parte de Napoleón en 1799.
En 1838, Edward Robinson la denominó  Beni Sehileh, ubicándola en Gaza. En 1863, el explorador francés Victor Guérin dejó constancia de que Bani Suheila tenía unos 1.300 habitantes, mientras una lista oficial de aldeas otomanas de alrededor de 1870 registraba 209 casas y una población de 440, aunque las estadísticas solo contabilizaban a hombres.
Hacia 1886, Bani Suheila era un pueblo grande con unas ciento veinte cabañas de piedra y adobe, rodeadas de huertas de melones, higos, palmeras, albaricoques y legumbres. Hacia el norte había un pozo profundo pero bueno, movido por un camello, que suministraba agua al pueblo. Cerca de la ciudad, en Sheikh Yusuf, se encontraron diversos restos antiguos, incluidas pequeñas columnas salomónicas de mármol y piedras usadas para la construcción.

### Mandato británico de Palestina
En el censo de Palestina de 1922, llevado a cabo por las autoridades del Mandato británico de Palestina, Bani Suheila tenía una población de 1.043 habitantes, todos ellos musulmanes, que aumentaron en el censo de 1931 hasta los 2.063, una vez más todos musulmanes, que vivían en 406 casas.
En 1945, Bani Suheila tenía una población de 3.220 habitantes, todos musulmanes, con una superficie de 11.128 dunams (11,128 kilómetros cuadrados), según un estudio oficial de tierra y población. De estos, 54 dunams estaban dedicados a plantaciones y regadíos, 10.639 eran cultivos de cereales y 97 dunams estaban considerados zona urbana.

### Ocupación egipcia
Como consecuencia de la guerra árabe-israelí de 1948 y de los acuerdos de armisticio de 1949, toda la Franja de Gaza quedó bajo un régimen de ocupación egipcia. La línea trazada en dicho armisticio supuso la pérdida para el municipio de 3.508 dunums de tierras que quedaron del lado israelí de la frontera. La noche del 31 de agosto de 1955, el ejército israelí realizó una incursión en Bani Suheila. Menos de un año después, el 5 de abril de 1956, la artillería israelí bombardeó la ciudad.

### Ocupación israelí
Tras su victoria en la Guerra de los Seis Días de 1967, Israel ocupó militarmente la Franja de Gaza, Cisjordania, Jerusalén Este, los Altos del Golán y la Península del Sinaí. Con la excepción de esta última, que fue devuelta a Egipto tras los acuerdos de paz de Camp David en 1978, el resto siguen siendo considerados a día de hoy como territorios ocupados por la comunidad internacional.
El 14 de abril de 1984, un comando de milicianos palestinos de las localidades de Bani Suheila y Abasán secuestraron un autobús de línea de Tel Aviv a Ascalón, y en el consiguiente asalto del ejército israelí murieron los cuatro secuestradores, todos ellos de 18 años, y una soldado israelí de 19 años abatida por los propios soldados. Al menos uno de los secuestradores fue capturado vivo y ejecutado posteriormente durante su traslado al hospital. Al día siguiente, el ejército israelí procedió a derribar sus casas familiares. El transcurso de la Primera Intifada fue bastante sangriento en Bani Suheila. El 10 de enero de 1988, un joven de 17 años de la localidad fue abatido por soldados israelíes durante una manifestación, y otros cinco resultaron heridos de diversa consideración. El 5 de abril de es mismo año, un joven de Bani Suheila recibió el impacto de una bala de goma en el ojo durante otra manifestación. Un niño de 8 años murió de un disparo en la cabeza efectuado por soldados israelíes durante una manifestación el 24 de mayo de 1990.
Entre el inicio de la Segunda Intifada en 2000 y el comienzo de la Guerra de Gaza de 2008-2009, un total de 20 habitantes de Bani Suheila murieron a manos del ejército israelí, según la ONG israelí B'Tselem. El más joven de ellos era Muhammad Yusef Zayed Abu 'Aasi, de 12 años, muerto por disparos de soldados en el cruce de Netzarim el 4 de octubre de 2000. El más anciano tenía 71 años y se llamaba Hussein Hamdan Muhammad Abu 'Abed; fue abatido el 20 de marzo de 2008 de camino a su huerta, cercana a la valla fronteriza. En las elecciones presidenciales de 2005, que ganó Mahmoud Abbas con más de un 60% de los votos, compitió un candidato independiente oriundo de Bani Suheila llamado Sayed Barake, que obtuvo tan solo un 1,27% de los sufragios.
Desde su victoria en las elecciones parlamentarias de 2006 y su consiguiente toma de control de la Franja de Gaza, Bani Suheila está administrada por Hamás. Sin embargo, dicha toma de control no fue pacífica y varias personas murieron en Bani Suheila como consecuencia de los combates entre Hamás y Fatah. Durante la Guerra de Gaza del invierno de 2008, B'Tselem contabilizó 6 víctimas mortales en Bani Suheila, cinco de ellas calificadas de civiles y una de militar; el más joven de ellos, Ibrahim Suliman Muhammad Barakeh, tenía 11 años y fue abatido de camino a casa desde la casa de su abuela. Desde entonces y hasta agosto de 2017, esta misma ONG contabiliza 203 muertos en Bani Suhaila como consecuencia de ataques del ejército israelí, incluidos los llevados a cabo en la Guerra de Gaza de 2012 y en la de 2014. Un caso especialmente cruento tuvo lugar el 26 de julio de 2014, cuando 19 miembros de una misma familia murieron sepultados entre los escombros de su propia casa, derribada por un misil de un caza israelí. En agosto de 2016, la detención durante horas del candidato de Fatah en Bani Suheila para las elecciones llevó a un cruce de acusaciones entre Fatah, que acusaba a Hamás de amenazas y coacciones, y esta última, que hablaba de disputas internas dentro de la propia Fatah.
En noviembre de 2018, el ejército israelí llevó a cabo una operación encubierta en Bani Suheila que acabó resultando en un fiasco. Un comando de soldados israelíes disfrazados de miembros de una ONG sanitaria se adentró en la Franja de Gaza, pero fue descubierto en un puesto de control en Bani Suheila. En el tiroteo resultante murieron dos miembros del ala militar de Hamás y un oficial israelí. Para poder evacuar al resto del comando, uno de cuyos miembros estaba herido, el ejército israelí llevó a cabo un ataque aéreo. Otros cuatro milicianos de Hamás y uno de los Comités de Resistencia Popular resultaron muertos por este ataque.
Durante el transcurso del conflicto entre la Franja de Gaza e Israel de 2021, al menos dos habitantes de Bani Suheila, un vendedor de bombonas de gas para cocina de 37 años y su cliente de 57 años, murieron por un bombardeo del ejército israelí.

## Demografía
La estimación de población de Bani Suheila para el año 2016 era de 49.033 habitantes a mediados de 2023.

### Evolución demográfica
| Año  | Población |
| ---- | --------- |
| 1863 | 1.300     |
| 1922 | 1.043     |
| 1931 | 2.063     |
| 1945 | 3.220     |
| 1967 | 7.561     |
| 1982 | 10.000    |
| 1997 | 23.031    |
| 2005 | 31.573    |
| 2007 | 31.272    |
| 2008 | 32.189    |
| 2009 | 33.143    |
| 2010 | 34.132    |
| 2011 | 35.231    |
| 2012 | 36.370    |
| 2013 | 37.536    |
| 2014 | 38.727    |
| 2015 | 39.941    |
| 2016 | 41.174    |
| 2023 | 49.033    |